# Kevin, a minden6ó
A Kevin, a minden6ó (eredeti cím: Kevin (Probably) Saves the World) 2017-tól 2018-ig vetített amerikai televíziós filmsorozat, amelynek alkotói Michele Fazekas és Tara Butters. A zeneszerzője Blake Neely. A tévéfilmsorozat a Fazekas & Butters és a ABC Studios gyártásában készült és a Disney–ABC Domestic Television forgalmazásában jelent meg. Amerikában 2017. október 3-án a ABC mutatta be. Magyarországon az RTL Klub vetítette 2019. augusztus 24-től.

## Szereplők

### Főszereplők
| Szereplő                      | Eredeti hang            | Magyar hang   |
| ----------------------------- | ----------------------- | ------------- |
| Kevin Finn                    | Jason Ritter            | Előd Álmos    |
| Amy Cabrera                   | JoAnna Garcia           |               |
| Yvette                        | Kimberly Hebert Gregory | Sági Tímea    |
| Kristin Allen                 | India de Beaufort       | Erdős Borcsa  |
| Sheriff Deputy Nathan Purcell | J. August Richards      |               |
| Reese Cabrera                 | Chloe East              | Pekár Adrienn |
| Tyler Medina                  | Dustin Ybarra           |               |

### Mellékszereplők / Vendégszereplők
| Szereplő               | Eredeti hang       | Magyar hang    |
| ---------------------- | ------------------ | -------------- |
| Phoebe Powell          | Kathleen Wilhoite  |                |
| Ava                    | Lauren Blumenfeld  |                |
| Marc                   | Rhenzy Feliz       |                |
| Lucille                | Lesley Boone       |                |
| Dave                   | Will Sasso         | Holl Nándor    |
| Becky Simpson          | Abbey McBride      |                |
| Colonel O'Donnell      | Barbara Eve Harris |                |
| Karl Gilmore           | Michael Harney     |                |
| Jake Gilmore           | Sam Huntington     |                |
| Deb                    | Emma Bell          |                |
| Dr. Sloane             | Richard Masur      |                |
| Anne                   | Kate Flannery      |                |
| Ignacio "Iggy" DePerro | Brandon Quinn      |                |
| Susan Allen            | Anjali Bhimani     | Bertalan Ágnes |
| Vong                   | David Huynh        |                |
|                        | Troy Evans         |                |
| Shea                   | Sprague Grayden    |                |
| Barry                  | Currie Graham      |                |

## Epizódok
| Évad | Évad | Részek száma | Részek száma | Eredeti sugárzás | Eredeti sugárzás | Eredeti adó | Magyar sugárzás     | Magyar sugárzás | Magyar adó |
| Évad | Évad | Részek száma | Részek száma | Évadbemutató     | Évadzáró         | Eredeti adó | Évadbemutató        | Évadzáró        | Magyar adó |
| ---- | ---- | ------------ | ------------ | ---------------- | ---------------- | ----------- | ------------------- | --------------- | ---------- |
|      | 1.   | 16           | 16           | 2017. október 3. | 2018. március 6. | ABC         | 2019. augusztus 24. | n. a.           | RTL Klub   |

### 1. évad (2017–2018)
| Sor. | Év. | Cím                                        | Rendező              | Író                                                                   | Premier                                 | Nézettség   |
| --- | --- | ------------------------------------------ | -------------------- | --------------------------------------------------------------------- | --------------------------------------- | ----------- |
| 1. | 1.  | Hazatérés (Pilot)                          | Paul McGuigan        | Michele Fazekas és Tara Butters                                       | 2017. október 3. 2019. augusztus 24.    | 4.17 millió |
| Kevin visszatér Texasba, hogy ikertestvérével, Amyvel, és kamasz lányával lakjon. Amy nagyon félti, mert öngyilkosságot kísérelt meg. Unokahúga, Reese, nagyon haragszik rá, amiért sosem törődött velük. Egy becsapódó meteorit keresése közben Kevinnek megjelenik Yvette, akit a Mennyből küldtek, és közli vele, hogy ő az az igaz lélek, aki megmentheti a világot. |     |                                            |                      |                                                                       |                                         |             |
| 2. | 2.  | Kezdeti nehézségek (Listen Up)             | Kevin Dowling        | Craig DiGregorio és Jack Kenny                                        | 2017. október 10. 2019. augusztus 25.   | 3.61 millió |
| Kevin testvére, Amy, még mindig gyászolja elhunyt férjét, és próbálja megérteni Kevin furcsa viselkedését. Yvette ugyanis mindig Kevinnel van, de rajta kívül nem láthatja senki, ezért úgy tűnik, mintha bolond lenne, aki magában beszél. Kevin találkozik egykori gimis barátnőjével, aki a szemére veti, hogy sosem szakítottak, ugyanis Kevin egyszerűen eltűnt. Yvette próbál meggyőző lenni, Kevin azonban mindent félreért.                                                                                         |     |                                            |                      |                                                                       |                                         |             |
| 3. | 3.  | Füstbe ment esküvő (Sweet Little Lies)     | Peter Leto           | Chris Dingess és Davah Avena                                          | 2017. október 17. 2019. szeptember 1.   | 3.26 millió |
| Kevin figyeli az univerzum üzeneteit, és úgy véli, segíteni kell egy fiatal pár esküvőjének a megszervezésében. Ám úgy érzi, hogy a pár érzései nem kölcsönösek, ezért mindent elkövet, hogy a frigy ne jöjjön létre. Amy furcsállja Kevin viselkedését, és elhívja New York-i pszichiáterét. Reese titokban kémkedni kezd Kevin után. |     |                                            |                      |                                                                       |                                         |             |
| 4. | 4.  | Nővérháború (How to be Good)               | J. Miller Tobin      | Történet: Brant Englestein Tévéjáték: Michele Fazekas és Tara Butters | 2017. október 27. 2019. szeptember 1.   | 2.87 millió |
| Amikor az univerzum azt üzeni Kevinnek, hogy segítsen Lucille-nek, Tyler rossz modorú, gonoszkodó főnökének, Kevin egy raktárban megkeresi Lucille antik óráját, és elviszi neki. Később kiderül, hogy az a raktár Lucille nővérének a tulajdona, és valójában ellopta a tárgyat. Lucille nővére visszaköveteli, ezért Kevin kénytelen betörni Lucille-hoz. De bajba kerül Reese-szel együtt, aki végig követte őt. |     |                                            |                      |                                                                       |                                         |             |
| 5. | 5.  | Különös véletlen (Brutal Acts of Kindness) | Rob Hardy            | Craig DiGregorio                                                      | 2017. október 31. 2019. szeptember 7.   | 2.71 millió |
| Miután mások megsegítésére Kevin lemeríti a saját bankszámláját, segíteni próbál egy egyedülálló anyának, aki nem tudja fizetni diabéteszes fia gyógyszereit. Ám a nő gyanakvó, nem akarja elfogadni egy idegen segítségét. Egy különös véletlen folytán Kevin megtalálja a megoldást. Eközben Reese egy iskolai feladatra készülve próbál minél többet megtudni Kevinről. A mennyből érkezett Yvette azon kapja magát, hogy emberi érzések gyötrik.                                                                        |     |                                            |                      |                                                                       |                                         |             |
| 6. | 6.  | Örök harag (Rocky Road)                    | Wendey Stanzler      | Jack Kenny                                                            | 2017. november 7. 2019. szeptember 7.   | 2.91 millió |
| Amy tudomást szerez arról, hogy Reese-t egyszer lecsukták Kevinnel együtt, és annyira dühös lesz, hogy kiteszi testvérét a házból. Kevin eközben segíteni próbál egy középkorú férfinak munkát szerezni, hogy visszanyerje az önbecsülését. Reese nem tud napirendre térni afölött, hogy anyja és Kevin összevesztek. |     |                                            |                      |                                                                       |                                         |             |
| 7. | 7.  | Dave, a jó fej (Dave)                      | Ron Underwood        | Chris Dingess                                                         | 2017. november 14. 2019. szeptember 14. | 2.62 millió |
| Yvette-nek fenntartásai vannak Dave-vel szemben, aki szintén a mennyből jött, de Kevin jó fejnek tartja, és örül, hogy csatlakozott hozzájuk. Kevin megpróbálja kibékíteni egykori barátnőjét, Kristint az anyjával, aki halálos beteg, de nem akarja alávetni magát olyan kezeléseknek, amiktől nem tud teljes életet élni. Kevin segít neki felhőtlenül megélni utolsó napjait, és Kristin rájön, hogy anyja így sokkal boldogabb. Nate azon töpreng, hogy elhívja-e Amyt randizni, de Reese azt mondja, nem örülne neki. |     |                                            |                      |                                                                       |                                         |             |
| 8. | 8.  | A mecénás (Chrysalis)                      | Metin Hüseyin        | Kevin Deiboldt                                                        | 2017. december 5. 2019. szeptember 21.  | 2.62 millió |
| Kevin és Yvette úgy vélik, Kevin legutóbbi látomása egyre közelebb viszi őket ahhoz, hogy megtalálják a következő igaz embert, ám a jelek egy tanárhoz vezetik, aki amatőr festő, de nem meri kiállítani a képeit, mert fél a kudarctól. Dave átvállalja Kevintől a segítségnyújtást, hogy Kevin elmehessen Reese előadására. Ám Dave felületes munkát végez, és Ethan sikere elmarad. |     |                                            |                      |                                                                       |                                         |             |
| 9. | 9.  | Laoszi kalandok (Probably)                 | Tamra Davis          | Michele Fazekas és Tara Butters                                       | 2017. december 12. 2019. szeptember 22. | 2.49 millió |
| Kevinnek meggyőződése, hogy az univerzum jelei alapján Laoszba kell mennie, megtalálni a következő igaz embert. A küldetésre Tyler is elkíséri. Yvette elköveti azt a hibát, hogy egy bárban koktélt szürcsölve láthatóvá teszi magát. Tyler az asztalához ül, és szinte nyomban beleszeret. Amy kidekorálja a házat karácsonyra, és közben azon gondolkodik, vajon készen áll-e ismét randizni. |     |                                            |                      |                                                                       |                                         |             |
| 10. | 10. | A dupla randi (The Ugly Sleep)             | J. Miller Tobin      | Davah Avena                                                           | 2019. január 2. 2019. szeptember 29.    | 2.62 millió |
| Kevin segíteni próbál egy szakítás után álló férfin, hogy újra randizni kezdjen. Felajánlja Charlie-nak, hogy menjenek sörözni egy dupla randi keretében. Arra álmában sem gondol, hogy Charlie épp Kristint hívja el. Mivel így nincs kit elhívnia, Amy megy vele a kettős randira, és mindent elkövet, hogy kiderüljön, Kristin régen Kevin barátnője volt. Reese megpróbál barátkozni az iskolába érkezett új lánnyal.                                                                                                   |     |                                            |                      |                                                                       |                                         |             |
| 11. | 11. | A nagy csíny (Solo)                        | Lee Rose             | Kevin Deiboldt                                                        | 2018. január 9. 2019. október 19.       | 2.39 millió |
| Kevin helyettesítő tanárként dolgozik a La Salle gimiben, ahol észrevesz egy fiút, akivel senki sem barátkozik, mindenki átnéz rajta. Kevin segíteni próbál neki, hogy magabiztosabbá és népszerűbbé váljon, de a helyzet rosszabbra fordul. Ekkor eszébe jut a régi diákcsíny, amit gimis korában vitt véghez a barátaival. Összeszedi őket, és Adammel együtt összehozzák a nagy csínyt, amitől Adamet csodálni fogják az osztálytársai.                                                                                  |     |                                            |                      |                                                                       |                                         |             |
| 12. | 12. | A makktündér (Caught White-Handed)         | Jennifer Lynch       | Brant Englestein                                                      | 2018. január 16. 2019. október 19.      | 2.46 millió |
| Az univerzum jeleit követve, Kevin megismeri Phoebe-t, aki ismeretlenül csupa jót cselekszik az emberekkel. Kevin csodálja őt, és amikor látja, hogy egy lakókocsiban él, tévéstábot hív a helyszínre meglepetésként, hogy népszerűvé tegye a helyiek által csak Makktündérként emlegetett jótevőt. Csakhogy Phoebe nem véletlenül élt visszavonulva, ugyanis keresi a rendőrség, és a népszerűségnek hála, meg is találja.                                                                                                 |     |                                            |                      |                                                                       |                                         |             |
| 13. | 13. | Kanadai halsztori (Fishtail)               | J. Miller Tobin      | Craig DiGregorio és Chris Dingess                                     | 2018. február 6. 2019. november 9.      | 2.29 millió |
| Kevin Kanadába utazik, hogy megkeresse Tylert, aki elindult, hogy felkutassa szíve hölgyét. Yvette kissé aggódik, mert mennyei lényként nem sérülhetne meg, ám egy papírral megvágta az ujját, és néha érzelmessé válik, ami eléggé megriasztja. Kevin megtalálja Tylert, miközben halat árul a piacon. Elhatározzák, hogy feldobják valamivel az idős halárus boltját, aki írtózik mindenféle modernizálástól. |     |                                            |                      |                                                                       |                                         |             |
| 14. | 14. | Az ifjú vándor (Old Friends)               | Michael Patrick Jann | Chris Dingess és Craig DiGregorio                                     | 2018. február 20. 2019. november 16.    | 1.55 millió |
| Kevin rátalál a következő emberre, akit az univerzum az útjába sodor, hogy segítsen rajta. Marc átutazza az országot, és hogy eltartsa magát, útközben apró munkákat vállal. Kiderül, hogy a kocsijában lakik, aminek forgalmija lejárt, és a rendőrség ezért lefoglalja, így Marc lakhely nélkül marad. Kevin Amy házába viszi, amit testvére kellemetlen meglepetésként él meg. |     |                                            |                      |                                                                       |                                         |             |
| 15. | 15. | A találmány (World's Worst Domino)         | Peter Leto           | Brant Englestein és Davah Avena                                       | 2018. február 27. 2020. január 11.      | 2.11 millió |
| Kevin megtudja, hogy Becky-t, a gimi biztonsági őrét elbocsátják. Bűntudata van, mert ebben az a diákcsíny is közrejátszott, amit Becky szolgálati idejében követtek el. Különösen emiatt szeretne segíteni neki. Mint kiderül, Becky szenvedélyes feltaláló, és Kevin, persze Amy bevonásával, segít elkészíteni legújabb találmányát, aminek bemutatása az innovációs expón sikerrel zárul. |     |                                            |                      |                                                                       |                                         |             |
| 16. | 16. | A teljes igazság (The Right Thing)         | J. Miller Tobin      | Michele Fazekas és Tara Butters                                       | 2018. március 6. 2020. január 25.       | 2.51 millió |
| Kevin és Kristin próbálják új alapokra helyezni a kapcsolatukat. Yvette bevallja, hogy nem tudja már maradéktalanul ellátni küldetését, ezért próbál maga helyett keresni valakit Kevin mellé. Rengeteg kaland után Kevin végre talál egy igaz embert. Yvette úgy dönt, elmondja Amynek az igazságot, és bemutatkozik, mint Isten küldötte. |     |                                            |                      |                                                                       |                                         |             |